# Zegelschrift
Het zegelschrift (Chinees: 篆書, Pinyin: zhuànshū) is een van de vijf hoofdcategorieën binnen de Chinese kalligrafie. Het zegelschrift was voornamelijk in gebruik tijdens de tweede helft van het eerste millennium voor Christus. Het gebruik van het zegelschrift bereikte zijn hoogtepunt gedurende de Qin-dynastie, toen het werd aangenomen als het standaard formele schriftsysteem van China.
De term zegelschrift omvat twee typen: het Groot Zegelschrift (大篆, dàzhuàn) en het meer gebruikelijke Klein Zegelschrift (小篆, xiǎozhuàn). Het Klein Zegelschrift werd rond 220 v. Chr. gestandaardiseerd onder het bewind van Qin Shi Huangdi als de nationale schrijfnorm. De eerste minister van de Qin-dynastie, Li Si, stelde in deze periode een woordenboek samen waarin zo’n 3300 Chinese karakters in het Kleine Zegelschrift te vinden waren. De karakters werden hierin qua vorm minder rechthoekig en meer vierkant weergegeven. Symmetrie en een evenwichtige vormgeving van de karakters werden belangrijk. Kenmerkend voor het Kleine Zegelschrift zijn de kronkelige, draadachtige lijnen.
Door de complexiteit van het Zegelschrift was schrijven lastig en tijdrovend. Dergelijke ongemakken leidden ertoe dat het Zegelschrift geleidelijk werd vervangen door andere soorten schriften. Na de val van de Han-dynastie verloor het Zegelscript zijn praktische functie. De esthetische functie ervan is echter altijd bewaard gebleven.
Het Kleine Zegelschrift kan worden beschouwd als de voorouder van vrijwel alle andere Chinese schrijfsystemen die tegenwoordig worden gebruikt. 